# علیداد ساوه شمشکی
علیداد ساوه شمشکی، اسکی‌باز اهل ایران است که در المپیک زمستانی ۲۰۰۶ که در تورین ایتالیا برگزار می‌شد، در رشته‌های مارپیچ کوچک و مارپیچ بزرگ به مصاف حریفان خود رفت.
او در مارپیچ کوچک در رتبه ۴۱، در مارپیچ بزرگ در رتبه ۳۶ جدول رده‌بندی قرار گرفت.